# 瑟穆西
瑟穆西（法語：Semousies，法語發音：[səmuzi]）是法国上法蘭西大區北部省的一个市镇，属于埃尔普河畔阿韦讷区。

## 地理
瑟穆西（50°9'50"N, 3°57'40"E）面积3.08 平方千米，位于法国上法蘭西大區北部省，该省份为法国最北部的省份及最长的省份，西北濒北海，西接加来海峡省，南至埃纳省和索姆省，东与比利时接壤。
与瑟穆西接壤的市镇（或旧市镇、城区）包括：杜尔莱尔、巴略、伯尼。

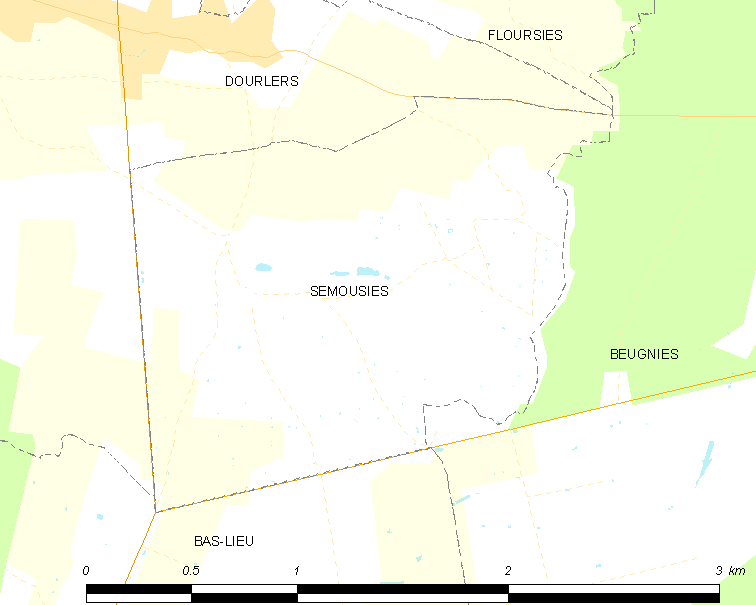
瑟穆西的OSM定位图

瑟穆西的时区为UTC+01:00、UTC+02:00（夏令时）。

## 行政
瑟穆西的邮政编码为59440，INSEE市镇编码为59563。

## 政治
瑟穆西所属的省级选区为埃尔普河畔阿韦讷县。

## 人口

1962-2008年间瑟穆西人口变化图示

瑟穆西于2022年1月1日时的人口数量为229人。